# Amtsanwalt
Ein Amtsanwalt ist in Deutschland ein Beamter in einer Sonderlaufbahn des gehobenen Justizdienstes, der bestimmte Aufgaben eines Staatsanwalts wahrnimmt.

## Zuständigkeit
Die Zuständigkeit des Amtsanwalts ergibt sich aus § 142 Abs. 1 Nr. 3 und Abs. 2 Gerichtsverfassungsgesetz sowie der – je nach Bundesland im Detail unterschiedlichen – Anordnung über Organisation und Dienstbetrieb der Staatsanwaltschaft (OrgStA). Danach wird er vorwiegend bei Delikten wie Diebstahl, Betrug, Körperverletzung oder Verkehrsstraftaten tätig, also im Bereich der kleinen und mittleren Kriminalität. Dabei hat der Amtsanwalt unter anderem die Ermittlungen zu leiten, Anklage zu erheben und die Staatsanwaltschaft vor Gericht zu vertreten. Während in den meisten Bundesländern die Zuständigkeit des Amtsanwalts auf Verfahren vor dem Strafrichter begrenzt ist, kann er in Baden-Württemberg und inzwischen in Hamburg (nach einer sogenannten „Überhörung“ durch den Behördenleiter) auch vor dem Schöffengericht auftreten. Dies führt dazu, dass ein Amtsanwalt auch mit Verbrechen wie Brandstiftung, Meineid und Sexualdelikten befasst wird.

## Organisation
Amtsanwälte sind überwiegend den Staatsanwaltschaften zugewiesen. Nur in Berlin und Frankfurt am Main besteht neben der Staatsanwaltschaft eine eigenständige Behörde als Amtsanwaltschaft.
Der Freistaat Bayern macht von der Möglichkeit, Amtsanwälte bei den Staatsanwaltschaften einzusetzen, nur selten Gebrauch. In Sachsen werden erst seit 2019 Amtsanwälte eingesetzt.

## Voraussetzungen der Ernennung
Es gibt zwei verschiedene Ausbildungswege (Regel und Ausnahme):
Zum Amtsanwalt werden in der Regel als Rechtspfleger tätige Justizbeamte ernannt, die eine Zusatzausbildung absolviert haben. Dies ist in allen Bundesländern, die Amstanwälte einstellen, der Regelfall. In Nordrhein-Westfalen dauert diese 15 Monate, von denen die ersten vier Monate zentral (für alle 15 Bundesländer, die Amtsanwälte ausbilden) an der Fachhochschule für Rechtspflege Nordrhein-Westfalen in Bad Münstereifel stattfinden. Der sich anschließende neunmonatige fachpraktische Teil findet bei der Heimatbehörde (Staatsanwaltschaft oder Amtsanwaltschaft) statt. Die Prüfung besteht aus einem schriftlichen (vier Klausuren) und einem mündlichen Teil. Die Regelungen dazu befinden sich in landesrechtlichen Verordnungen, z. B. für Hamburg: Verordnung über die Ausbildung und Prüfung für die Ämter ab dem ersten Einstiegsamt der Laufbahngruppe 2 in der Fachrichtung Justiz zur Verwendung im Laufbahnzweig Amtsanwaltsdienst (Ausbildungs- und Prüfungsordnung Amtsanwaltsdienst – APO-AAD) vom 5. Juli 2011.
Ausnahmsweise erhält in einigen Bundesländern auch derjenige die Befähigung zum Dienst in der Amtsanwaltslaufbahn, der die Befähigung zum Richteramt (Volljurist) durch das erfolgreiche Bestehen der zweiten juristischen Prüfung erlangt hat (für Hamburg, vgl. § 20 Abs. 1 HmbAGGVG). In Hamburg werden seit September 1999 planmäßig Volljuristen eingestellt. Dieses Modell wird inzwischen in mehreren Bundesländern teilweise übernommen, so finden/fanden sich (Stand: November 2024) in weiteren Bundesländern Ausschreibungen für Volljuristen: Berlin, Bremen, Hessen, NRW, Niedersachsen, Schleswig-Holstein (Ausschreibung im Jahr 2020) sowie Mecklenburg-Vorpommern.

## Beförderung zum Oberamtsanwalt
Amtsanwälte (Besoldungsgruppe A 12) können zum Oberamtsanwalt (A 13) und (in Baden-Württemberg, Hamburg und Berlin) zum Ersten Oberamtsanwalt (A 14 bzw. A13 mit Zulage in Hamburg) befördert werden. In Hessen und Nordrhein-Westfalen ist eine Beförderung zum Oberamtsanwalt mit Zulage (A13Z) möglich.

## Einsatz von Rechtsreferendaren als Amtsanwalt
Rechtsreferendare können gemäß § 142 Abs. 3 GVG mit der Wahrnehmung der Aufgaben eines Amtsanwaltes betraut werden, wovon in der Praxis rege Gebrauch gemacht wird. Dies bedeutet, dass anstelle eines Amtsanwaltes in den Sitzungen vor dem Strafrichter auch Rechtsreferendare als Sitzungsvertreter der Staatsanwaltschaft selbständig tätig werden können. Diese haben in der Sitzung die gleichen Rechte und Pflichten, dürfen jedoch aufgrund interner Weisungen bestimmte prozessuale Handlungen nur nach Rücksprache mit dem ausbildenden Staatsanwalt vornehmen. Ein Verstoß gegen diese Weisungen führt allerdings nur zu Disziplinarmaßnahmen im Innenverhältnis, lässt die Gültigkeit der Handlung nach außen hin jedoch unberührt. Eine weisungswidrig erteilte Zustimmung zu einer Einstellung des Strafverfahrens oder ein Rechtsmittelverzicht bleiben somit wirksam.

## Robe
Amtsanwälte und Rechtsreferendare in dieser Tätigkeit tragen vor Gericht regional unterschiedlich entweder eine Amtsanwaltsrobe, die abgesehen von einem etwas schmaleren Samt der Robe des Staatsanwaltes entspricht, oder die normale, breitbesetzte Robe des Staatsanwaltes.

## Interessenvertretungen
Gewerkschaftlich werden Amtsanwälte ebenso wie Richter und Staatsanwälte in der Vereinten Dienstleistungsgewerkschaft oder im Deutschen Beamtenbund vertreten.
Eine weitere Berufsvertretung der Amtsanwälte ist der Deutsche Amtsanwaltsverein e. V.